# Ložice
Ložice este o localitate din comuna Kanal ob Soči, Slovenia, cu o populație de 764 de locuitori.